# Seppi Stiegler
Seppi Stiegler (28 novembre 1988) è un ex sciatore alpino statunitense.
È figlio dell'austriaco Josef Stiegler, campione olimpico nello slalom speciale ai IX Giochi olimpici invernali di Innsbruck 1964, e fratello di Resi, a sua volta sciatrice alpina di alto livello.

## Biografia
Attivo in gare FIS dal dicembre del 2003, Stiegler ha esordito in Nor-Am Cup il 6 febbraio 2007 ad Apex in supergigante e in Coppa del Mondo il 24 gennaio 2012 a Schladming in slalom speciale, in entrambi i casi senza completare la prova. In Nor-Am Cup ha conquistato il primo podio il 15 dicembre 2012 a Panorama (3º) in slalom gigante e l'ultimo il 16 dicembre 2015 nella medesima località, in slalom speciale (23º).
Ha disputato l'ultima delle sue tre gare in Coppa del Mondo il 10 marzo 2013, lo slalom speciale di Kranjska Gora che non ha completato come le due precedenti; si è ritirato al termine della stagione 2015-2016 e la sua ultima gara in carriera è stata lo slalom gigante di Campionati statunitensi 2016, disputato a Sun Valley il 26 marzo e chiuso da Stiegler all'11º posto. Non ha preso parte a rassegne olimpiche o iridate.

## Palmarès

### Nor-Am Cup
- Miglior piazzamento in classifica generale: 10º nel 2016
- 3 podi:
  - 1 secondo posto
  - 2 terzi posti

### Campionati statunitensi
- 3 medaglie:
  - 3 bronzi (slalom speciale nel 2011; slalom gigante nel 2012; slalom gigante nel 2013)